# Vlotho
Vlotho település Németországban, azon belül Észak-Rajna-Vesztfália tartományban. Lakosainak száma 18 403 fő (2023. december 31.). Vlotho Kalletal, Lemgo, Bad Salzuflen, Herford, Löhne, Bad Oeynhausen és Porta Westfalica községekkel határos.

## Népesség
A település népességének változása:
| Lakosok száma | 20 639 | 18 546 | 18 429 | 18 334 | 18 495 | 18 403 |
|               | 1975   | 2017   | 2019   | 2021   | 2022   | 2023   |